# Wyspa Słońca
Wyspa Słońca (hiszp. Isla del Sol) – wyspa położona na jeziorze Titicaca w Boliwii. Powierzchnia 20,9 km², maksymalna długość 11,4 km, szerokość 4,7 km.
Zamieszkuje ją około 2 tys. mieszkańców, głównie Indian. Według legend Inków tutaj narodził się biały bóg Viracocha oraz pierwsi Inkowie: Manco Capac oraz jego siostra, a zarazem żona Mama Ocllo, a także samo Słońce, czyli Inti. Wyspa ta jest wciąż miejscem świętym dla zamieszkujących Boliwię oraz Peru Indian Ajmara i Keczua. Jest licznie odwiedzana przez turystów, ze względu na zabytki z okresu inkaskiego, z których najsłynniejsze to Pilko Kaina oraz kompleks Chincana, w skład którego wchodzi święta skała związana z inkaską legendą stworzenia. W Challapampa znajduje się muzeum przedmiotów znalezionych tu przez archeologów, z których część wykonano ze szczerego złota.
Najwyższym punktem wyspy jest szczyt Cerro Chequesani, wznoszący się na wysokość 4076 m n.p.m.